# Joel Nilsson
Pour les articles homonymes, voir Nilsson.
Joel Nilsson, né le 11 juillet 1994 à Sölvesborg en Suède, est un footballeur suédois qui évolue au poste d'ailier droit au Kongsvinger IL.

## Biographie

### Kristianstad FC
Né à Sölvesborg en Suède, Joel Nilsson commence le football au Pukaviks IF, avant de rejoindre le Mjällby AIF mais il ne joue aucun match avec l'équipe première, et le 5 février 2014 il rejoint librement le Kristianstad FC (en), où il signe un contrat de deux ans. 

### Mjällby AIF
Après deux saisons au Kristianstad FC, Nilsson fait son retour au Mjällby AIF, signant le 6 janvier 2016 avec son club formateur.
Le 30 novembre 2017, il prolonge son contrat au Mjällby AIF d'une saison supplémentaire.
Il joue son premier match de Superettan, la deuxième division suédoise, contre le Varbergs BoIS le 30 mars 2019, lors de la première journée de la saison 2019. Il est titularisé et son équipe s'incline par un but à zéro. Lors de cette saison 2019 il participe à la montée du club en première division, le Mjällby AIF terminant premier de la Superettan est donc sacré champion de la deuxième division.
Il joue son premier match dans l'Allsvenskan, la première division suédoise, le 15 juin 2020, lors de la première journée de la saison 2020 face au Malmö FF. Il est titularisé et son équipe s'incline par deux buts à zéro.

### Hammarby IF
En janvier 2022, Joel Nilsson rejoint l'Hammarby IF. Le transfert est annoncé dès le 4 décembre 2021 et il signe un contrat de deux ans, soit jusqu'en décembre 2023.
Nilsson inscrit son premier but pour Hammarby le 26 février 2022, lors d'une rencontre de coupe de Suède contre le Ytterhogdals IK (en). Il est titularisé et participe à la victoire de son équipe par six buts à un.

### Kongsvinger IL
Le 26 mars 2024, Joel Nilsson prend la direction de la Norvège afin de s'engager en faveur du Kongsvinger IL. Il signe un contrat de deux ans, soit jusqu'en décembre 2025.

## Palmarès
Mjällby AIF
- Superettan (1) :
  - Champion : 2019.